# Drosophila gymnophallus
Drosophila gymnophallus este o specie de muște din genul Drosophila, familia Drosophilidae, descrisă de Hardy și Kaneshiro în anul 1975. Conform Catalogue of Life specia Drosophila gymnophallus nu are subspecii cunoscute.